# Kanton Matour
Der Kanton Matour war bis 2015 ein französischer Wahlkreis im Arrondissement Mâcon, im Département Saône-et-Loire und in der Region Bourgogne. Sein Hauptort war Matour. Vertreter im Generalrat des Départements war zuletzt von 1998 bis 2015 Armand Charnay (PS).
Der Kanton war 130,38 km² groß und hatte 3221 Einwohner (1999), was einer Bevölkerungsdichte von 25 Einwohnern pro km² entsprach. Er lag im Mittel 426 Meter über Normalnull, zwischen 272 Metern in Brandon und 765 Metern in Montmelard. 

## Gemeinden
Der Kanton bestand aus acht Gemeinden:
| Gemeinde                      | Einwohner Jahr | Fläche km² | Bevölkerungsdichte | Code INSEE | Postleitzahl |
| ----------------------------- | -------------- | ---------- | ------------------ | ---------- | ------------ |
| Brandon                       | 287 (2013)     | –          | – Einw./km²        | 71055      | 71520        |
| La Chapelle-du-Mont-de-France | 186 (2013)     | –          | – Einw./km²        | 71091      | 71520        |
| Dompierre-les-Ormes           | 933 (2013)     | –          | – Einw./km²        | 71178      | 71520        |
| Matour                        | 1.048 (2013)   | –          | – Einw./km²        | 71289      | 71520        |
| Montagny-sur-Grosne           | 113 (2013)     | –          | – Einw./km²        | 71304      | 71520        |
| Montmelard                    | 339 (2013)     | –          | – Einw./km²        | 71316      | 71520        |
| Trambly                       | 401 (2013)     | –          | – Einw./km²        | 71546      | 71520        |
| Trivy                         | 269 (2013)     | –          | – Einw./km²        | 71547      | 71520        |

## Bevölkerungsentwicklung
| 1962 | 1968 | 1975 | 1982 | 1990 | 1999 | 2009 |
| ---- | ---- | ---- | ---- | ---- | ---- | ---- |
| 3886 | 4183 | 3757 | 3515 | 3193 | 3221 | 3563 |